# Colonie (hrabstwo Albany)
Colonie – wieś w Stanach Zjednoczonych, w stanie Nowy Jork, w hrabstwie Albany.